# Годар, Бенжамен Луи Поль
Бенжамен Луи Поль Годар (фр. Benjamin Louis Paul Godard; 18 августа 1849, Париж — 10 января 1895, Канны) — французский скрипач и композитор эпохи романтизма.

## Биография
Родился в семье предпринимателя еврейского происхождения. Начал заниматься скрипкой под руководством Рихарда Хаммера, дебютировал на сцене в возрасте девяти лет. В 1863 году поступил в Парижскую консерваторию в класс скрипки Анри Вьётана, затем изучал также композицию у Анри Ребера. Дважды гастролировал по Германии вместе со своим учителем Вьётаном, некоторое время играл на альте в различных камерных ансамблях.

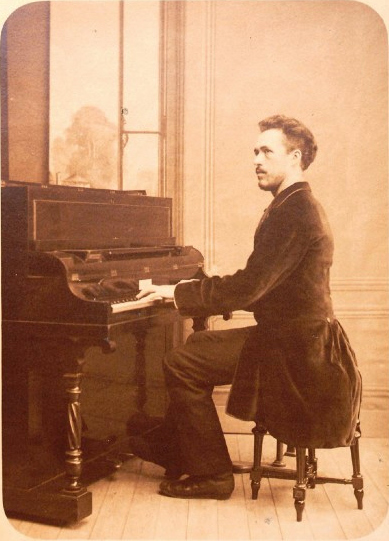
Годар за фортепиано

В возрасте 16 лет написал первую скрипичную сонату (посвятив её Хаммеру) и довольно скоро посвятил себя преимущественно композиции. С 1876 года его произведения систематически исполнялись, особенно в «Популярных концертах» Жюля Этьенна Падлу (в частности, 10 декабря прозвучал впервые Романтический концерт для скрипки с оркестром Op. 35, солировала Мари Тайо, которой он посвящён); в том же году Годар оркестровал «Детские сцены» Роберта Шумана, вообще оказавшего на него немалое влияние. В 1878 году Годар стал одним из обладателей премии, учреждённой парижской мэрией, за драматическую симфонию «Тассо» (фр. Le Tasse, на слова Ш. Гранмужена), 18 декабря того же года симфония была впервые исполнена под управлением Эдуара Колонна. В том же 1878 году была поставлена первая опера Годара «Драгоценности Жанетты» (фр. Les Bijoux de Jeanette). В 1885—1886 гг., после смерти Падлу, Годар в течение одного сезона руководил собственным оркестром. В 1887 году получил профессорский пост в Парижской консерватории, а в 1889 г. стал кавалером ордена Почётного легиона.
Список произведений Годара включает в себя 8 опер, из которых наиболее известна третья, «Жослен» (фр. Jocelyn, по одноимённой поэме Альфонса де Ламартина; 1888, Брюссель) — из неё, в частности, взята особенно популярная «Колыбельная». Симфонии Годара в разной степени программны (известнее других Готическая Op. 23 и Восточная Op. 84 — обе, однако, по существу представляют собой сюиты). Два концерта и Поэтические сцены написаны Годаром для скрипки с оркестром, два концерта и Интродукция и аллегро — для фортепиано с оркестром. К его камерным сочинениям относятся три струнных квартета, четыре сонаты для скрипки и фортепиано, соната для виолончели и фортепиано, два фортепианных трио. Годару также принадлежат многочисленные фортепианные пьесы, более ста песен.
Умер от туберкулёза и был похоронен в семейном склепе в Таверни, недалеко от Парижа. К середине XX века его произведения практически вышли из классического репертуара (хотя Давид Ойстрах и исполнял Канцонетту из Романтического концерта). На рубеже XX—XXI веков определённый интерес к творчеству Годара возник вновь: его сочинения для скрипки с оркестром записала Хлоя Ханслип, записаны также два альбома его симфонических произведений и фортепианные трио.

## Оперы
- Les bijoux de Jeannette, opéra, f.p. 1878, Paris.
- Les Guelfes, grand opéra (5 acts, L. Gallet), ms. 1880-82, f.p. 17 January 1902, Théâtre des Arts, Rouen.
- Pedro de Zalamea opéra (4 acts, L. Détroyat & A. Silvestre, after P. Caldéron de la Barca), f.p. 31 January 1884, Théâtre Royal, Antwerp.
- Jocelyn, op. 100, opéra (4 acts, Capoul & Silvestre, after A. de Lamartine), f.p. 25 February 1888, Théâtre de la Monnaie, Brussels.
- Dante, op.111, drame lyrique (4 acts, E. Blau) f.p. 13 May 1890, Opéra Comique (Favart), Paris.
- Jeanne d’Arc, op. 125, drame historique (5 acts, J. Fabre) f.p. 13 January 1891, Théâtre de la Châtelet, Paris.
- Ruy Blas, 1891, unperformed.
- La vivandière, opéra comique (3 акта, либретто Анри Каэна, не закончена)

## Разное
Второй вальс Годара был одним из самых любимых музыкальных произведений Александра Грина. Его первая жена Вера Павловна писала в воспоминаниях:

Иногда я играла Александру Степановичу на рояле, ему больше всего нравился Второй вальс Годара. Однажды, прослушав его, Александр Степанович сказал:
— Когда я слушаю этот вальс, мне представляется большой светлый храм. Посреди танцует девочка.